# فریدریش ویلهلم شادو
فریدریش ویلهلم شادو (آلمانی: Friedrich Wilhelm Schadow; ۷ سپتامبر ۱۷۸۹ – ۱۹ مارس ۱۸۶۲) یک نقاش و استاد دانشگاه اهل آلمان بود.
وی پسر یوهان گوتفرید شادو مجسمه‌ساز آلمانی بود ابتدا هنر را با رسم و طراحی شروع کرد اما به نقاشی روی آورد و زیر نظر فردریش گئورگ وایتچ آموزش دید. در سال ۱۸۱۰ به‌همراه رودولف شادو برادر بزرگ‌ترش به شهر رم سفر کرد تا از نزدیک با نقاشان جنبش ناصریان (Nazarene movement) آشنا شود، شادو در سال ۱۸۱۹ به عنوان استاد آکادمی هنرهای برلین منصوب شد و سپس از سال ۱۸۲۶ تا ۱۸۵۹ به عنوان مدیر مدرسه هنر دوسلدورف فعالیت کرد. شادو در سال ۱۸۶۲ در شهر دوسلدورف درگذشت.
وی همچنین برندهٔ جوایزی همچون پور لی میریت شده است.

## نگارخانه

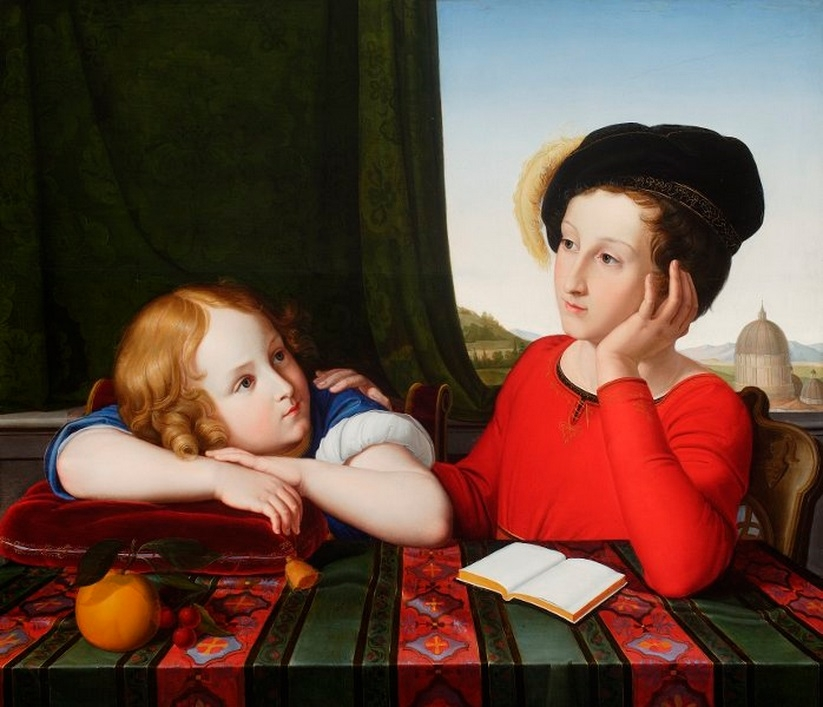
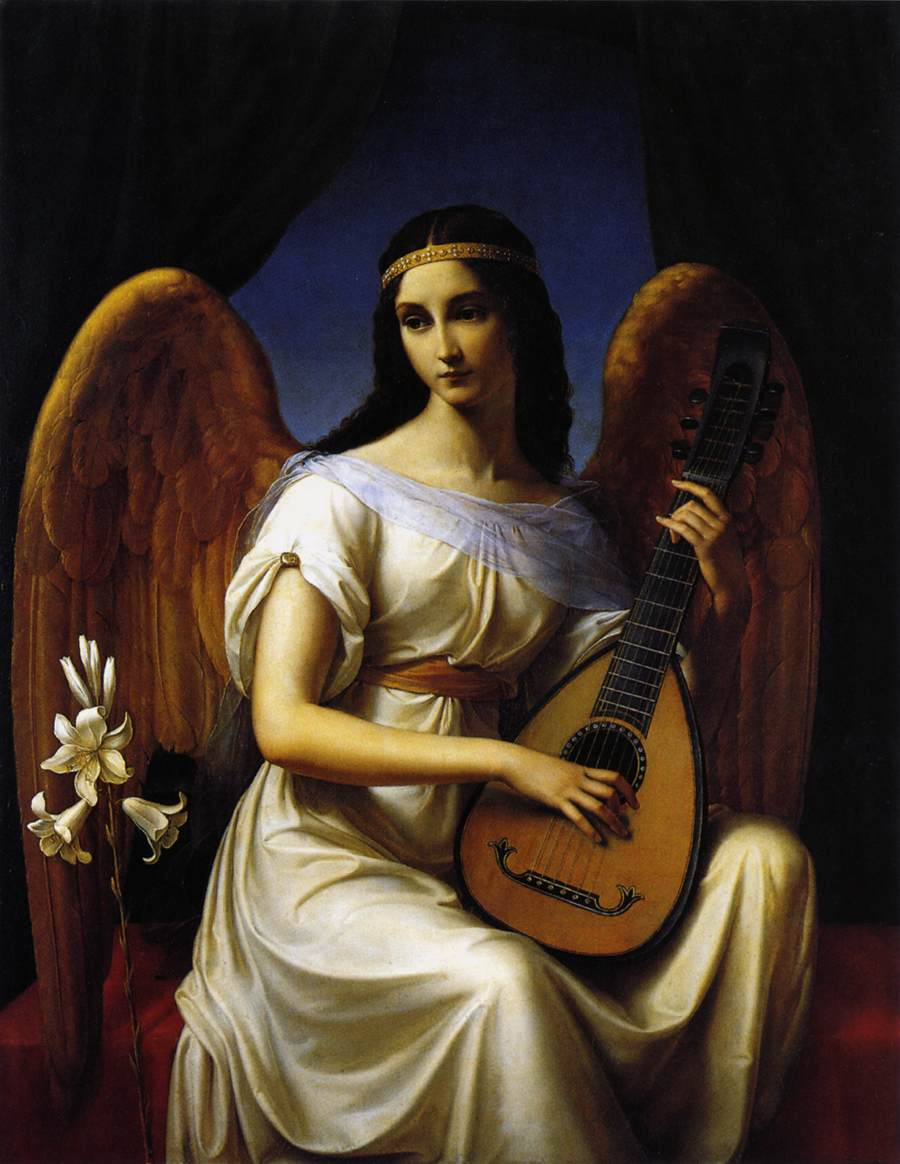
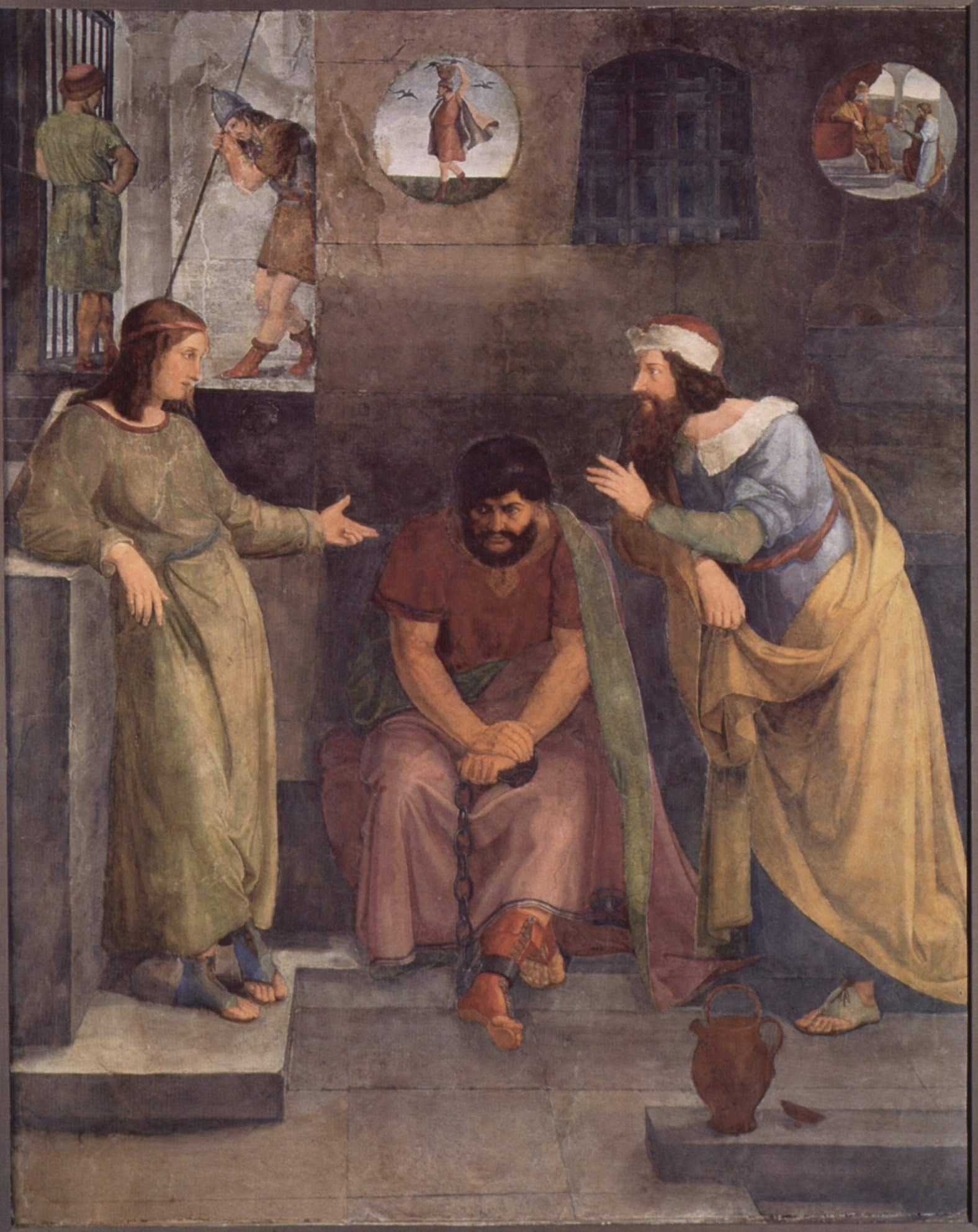
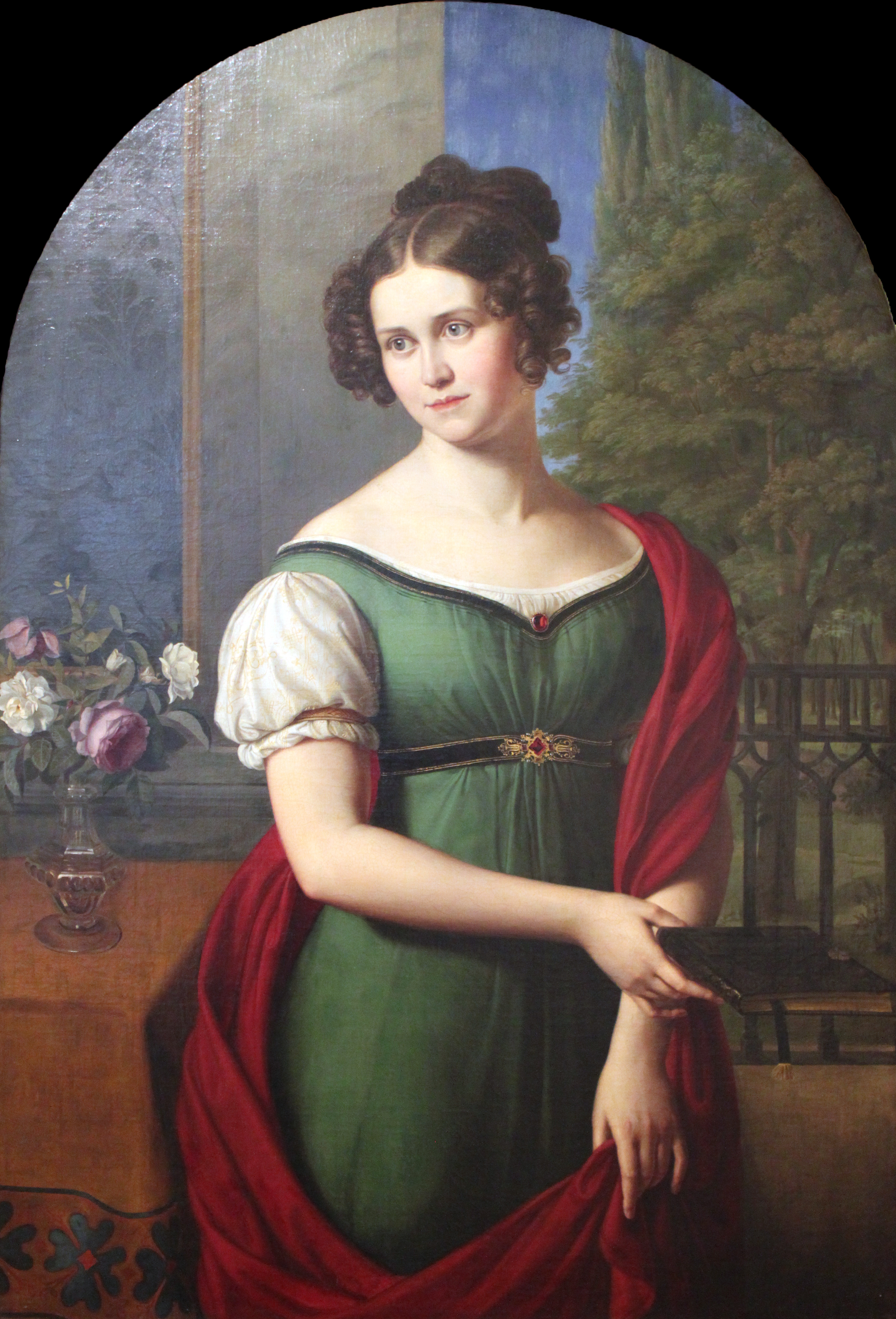
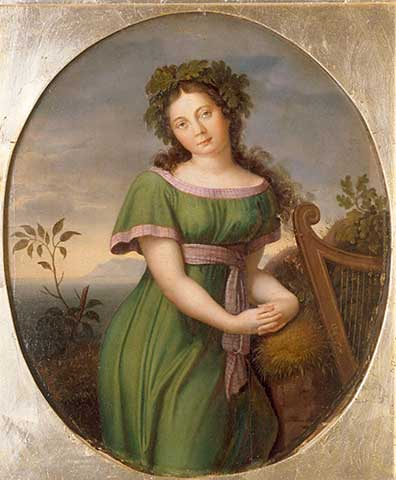
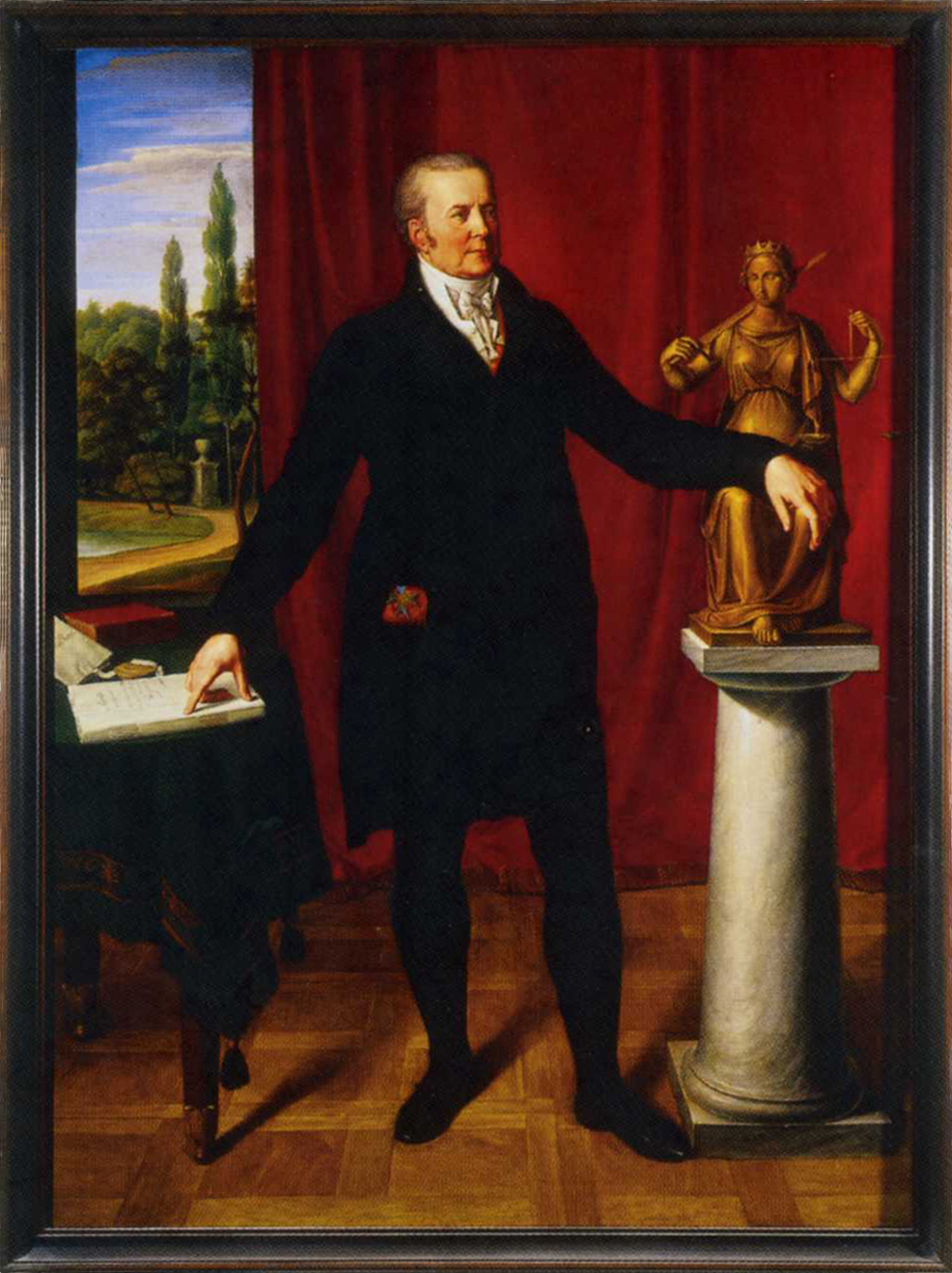
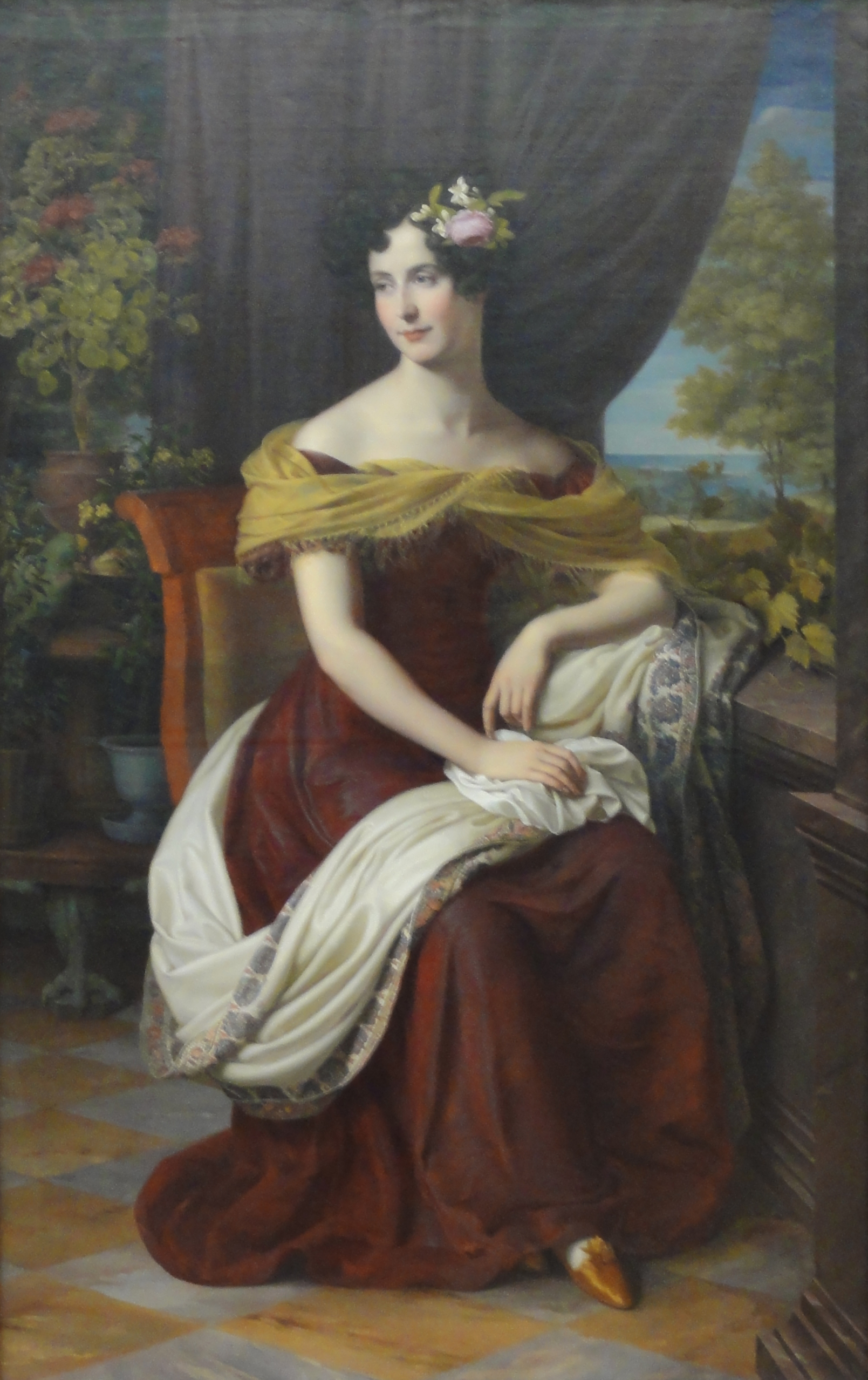
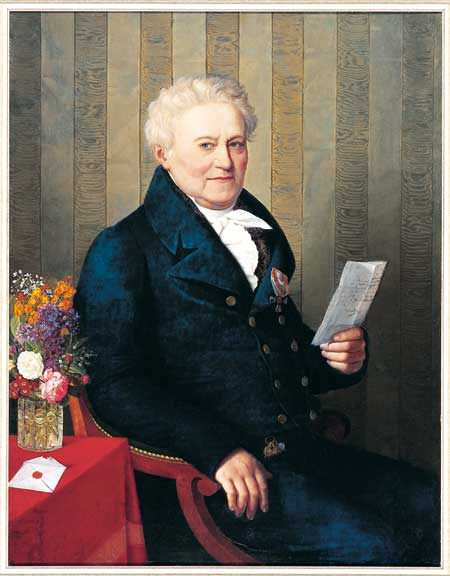
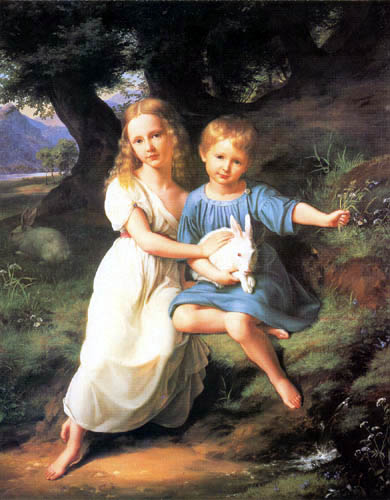
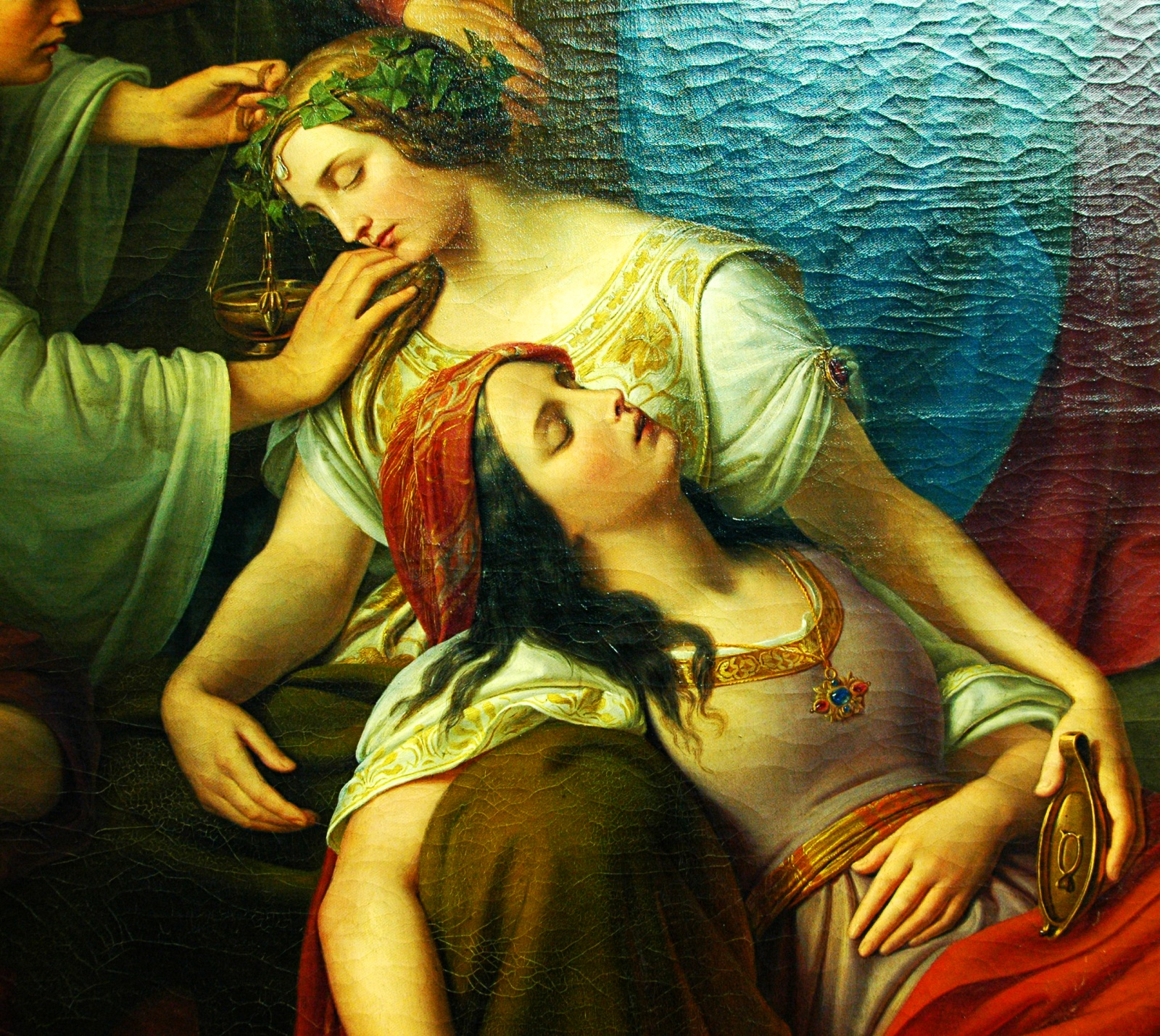
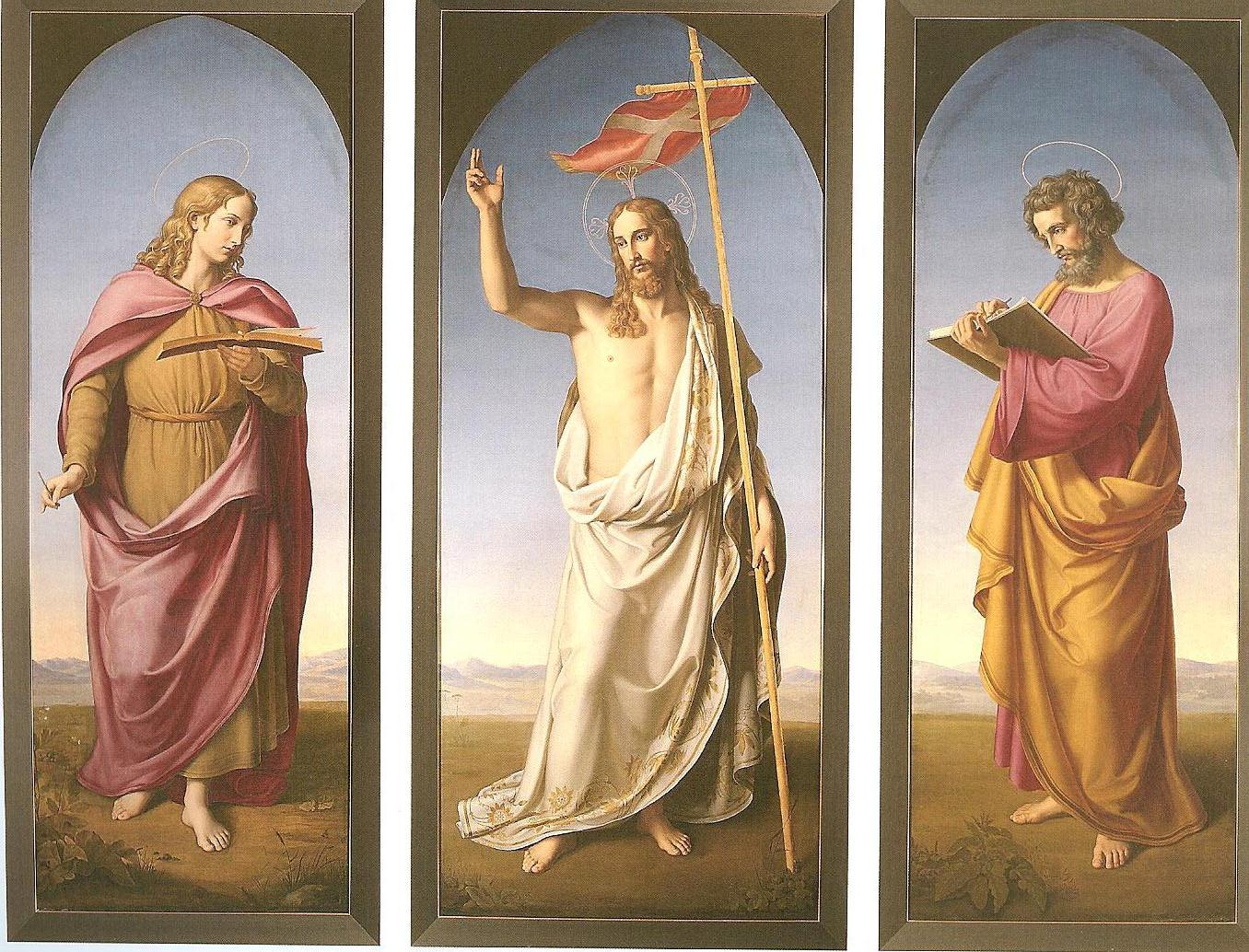
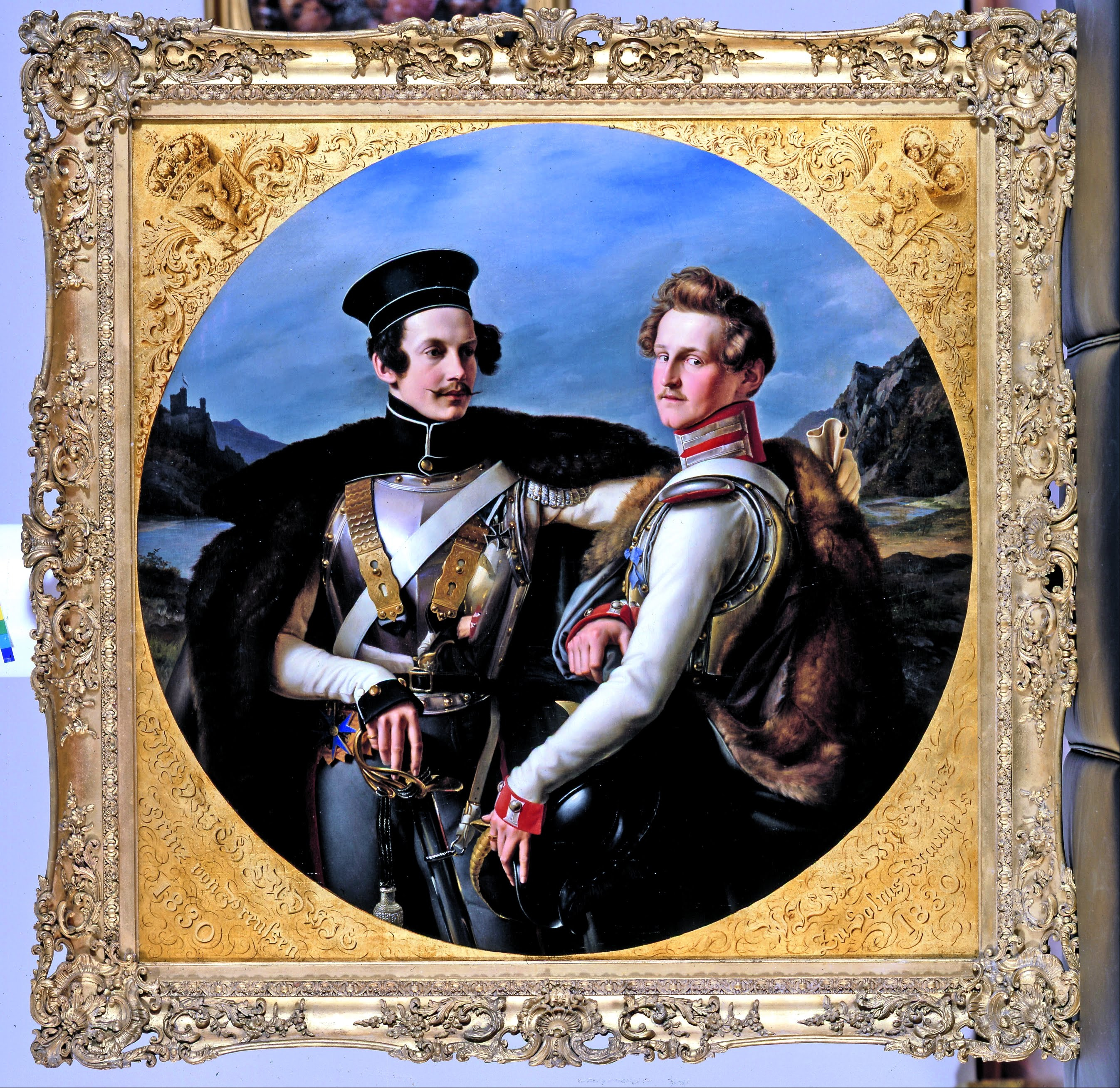
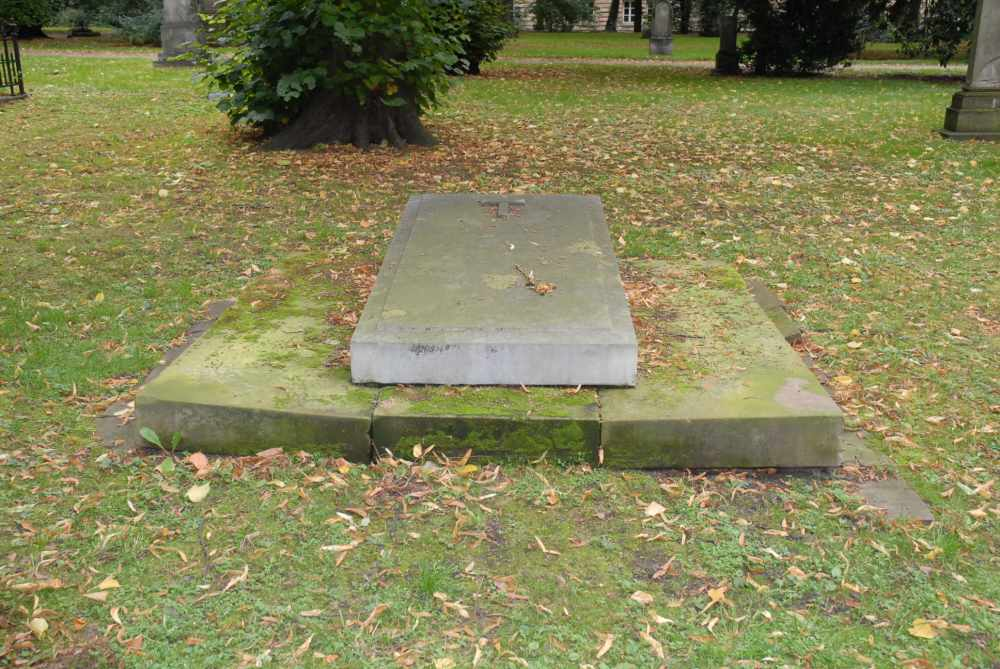
سنگ قبر فریدریش ویلهم شادو در گورستان گولتسهایم